# 락토스 오페론

락토스 오페론(lactose operon; Lac operon)은 락토스(젖당) 대사에 관여하는 3개의 효소 Lac Z (베타갈락토시다아제; 베타갈락토스 가수분해효소; 젖당분해효소), Lac Y (베타갈락토시드퍼미아제; 세포내 젖당이동 세포막 단백질), Lac A (베타갈락토시드트랜스아세틸라아제)를 암호화하고 있는 유전자군이다. 이 세가지 유전자는 단 하나의 조절 부위(프로모터 결합부위)에 의해 한번에 발현이 조절 된다.락토스 오페론의 조절유전자에서 발현되는 억제자는 락토스와 결합하지 않으면 작동유전자에 결합하여 전사를 억제한다. 하지만 락토스가 있을 경우 억제자가 작동유전자에 결합하는 것을 방해하여 전사가 일어나게 된다. 1961년 F. 자코브와 J. 모노가 밝혀낸 유도성 오페론(inducible operon)으로 오페론의 대표적이고 고전적인 예이다.
또한 락토스 오페론이 작동할 때 락토스 유도체가 억제자와 결합하여 억제자를 불성화시키며, 배지의 락토스가 세포 내부로 들어갈때 락토스의 이성질체인 알로락토스가 소량 만들어진다. 락토스가 없으면 알로락토스도 만들어지지 않는다.